# 布萊特·拉特納
畢·維納（英語：Brett Ratner，1969年3月28日—），美國男導演、編劇、製片人和剪輯師。他於1987年開始執導MV，直到1997年，推出首部自編自導的電影《超級轟天雷》。較知名的作品如《尖峰時刻》（1998年）、《扭轉奇蹟》（2000年）、《尖峰時刻2》（2001年）、《紅龍》（2002年）、《X戰警：最後戰役》（2006年）與《尖峰時刻3：巴黎打通關》（2007年）。
而他也在黑色幽默喜劇片《老闆不是人》（2011年）和其續集《老闆不是人2》（2014年）中擔任監製。
瑞納自己擁有一間出版公司Rat Press，專門出版好萊塢相關的書籍。

## 個人生活
儘管瑞納出生於猶太家庭，但他不認為自己屬於宗教，而是「精神」和「道德」。
2017年11月，包括奧莉薇亞·孟恩、艾倫·佩姬和娜塔莎·韓絲翠在內的六名女性指控瑞納對她們發生了性騷擾和不當行為。不到一小時，瑞納在向《好萊塢報導》發表的聲明中說，「鑑於有關指控，我選擇親自離開所有與華納兄弟相關的活動。」「在這些個人問題解決之前，我不想對片商有任何可能的負面影響。」

## 作品列表
- 1990：Whatever Happened to Mason Reese-導演，監製，編劇（短片）
- 1997：《超級轟天雷（英语：Money Talks (1997 film)）》-導演
- 1998：《尖峰時刻》-導演
- 2000：《扭轉奇蹟》-導演
- 2001：《尖峰時刻2》-導演
- 2002：《紅龍》-導演
- 2004：《鬼膽神偷》-導演
- 2005：《越獄風雲》-導演（電視劇；試播集）
- 2006：《X戰警：最後戰役》-導演
- 2006：Becker Hargrove, Inc.-監製（短片）
- 2007：《大明星小跟班》-演員（電視劇；客串，第3季第19集）
- 2007：《尖峰時刻3：巴黎打通關》-導演
- 2008：《決勝21點》-監製
- 2008：《紐約我愛你》-導演（片段）
- 2010：《寶萊塢之我倆沒有明天（英语：Kites (film)）》-監製，剪輯師
- 2010：《天際浩劫》-監製
- 2011：《神偷軍團》-導演
- 2011：《老闆不是人》-監製
- 2011：《母親劫（英语：Mother's Day (2010 film)）》-監製
- 2012：《魔鏡，魔鏡》-監製
- 2013：《激愛543》-導演（片段）
- 2014：《紐澤西男孩》-執行製片人
- 2014：《海克力士》-導演，監製
- 2014：《老闆不是人2》-監製
- 2015：《真相急先鋒》-監製
- 2015：《神鬼獵人》-執行製片人
- 2016：《闇罪無間（英语：Dark Crimes）》-監製
- 2016：《沃倫·比蒂未確定專案（英语：Rules Don't Apply）》-監製

## 外部連結
- 官方网站
- 布萊特·拉特納在互联网电影资料库（IMDb）上的資料（英文）
- Brett Ratner Cover Story Interview with Aventura Business Monthly
- Brett Ratner Producer Profile for The 1 Second Film
- New York Film Academy School of Film and Acting （页面存档备份，存于）